# ゾーラ・バッド

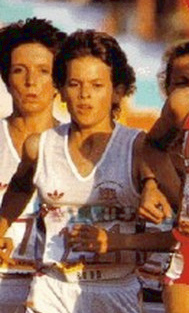
ゾーラ・バッド（1984年）

ゾーラ・バッド(Zola Budd、1966年5月26日-)は、南アフリカ共和国出身の陸上競技選手。女子5000mで2回の世界記録を樹立、世界クロスカントリー選手権を2度制した。1989年に結婚、改姓してゾーラ・ピータースとなった。
女子陸上長距離がまだそれほど盛んでない頃から活躍していたパイオニア的な選手であったとともに、常に裸足で走ることでも有名であった。さらに、アパルトヘイト下の南アフリカの選手ということで、イギリスに滞在していた期間、常に政治的論争の的を巻き起こした。

## 女子5000m世界記録
17歳をむかえた1984年に、裸足で走った女子5000mにおいて、15分01秒83の世界新記録を樹立し脚光を浴びた。しかし、この記録はアパルトヘイトを行っている南アフリカで記録されたものであったため、世界新記録と認められなかった。しかし、翌1985年にイギリスにおいて出した14分48秒07の記録は、公式の世界新記録と認められた。

## 英国籍の取得
イギリスの新聞社が、ロサンゼルスオリンピックに出場するためにも、父親に対しイギリスの国籍をとるように勧めた。そして、多くの論争を巻き起こしながらも比較的に短期間に英国籍が認められた。イギリスに到着したときから、彼女が英国代表としてオリンピックに出場することに対し、アンチアパルトヘイトの立場から反対の嵐が巻き起こった。

## ロサンゼルスオリンピック
陸上女子3000mに出場。オリンピックの決勝は、中間点を過ぎてもスローペースのまま運んでいたが、ゾーラ・バッドが先頭集団を引っ張っていた。集団は第4コーナーを回り1700mを過ぎたところで、事故は起こった。
アメリカのメアリー・デッカーは、母国で行われるこの大会の優勝候補の1人と目されていた。デッカーはアメリカで行われるレースではいつもレースを支配していたのでこのように、ほかの選手の背後を走ることに慣れていなかった。このときデッカーは、バッドの半歩後方の内側を走っていた。直線に出たところで、デッカーの左足の太ももがバッドの左足に触れ、わずかにバランスを崩した。デッカーはそれでもバッドに付こうとしたが、デッカーの右のシューズがバッドのふくらはぎに触れた。それから数歩の後、バッドが内側にわずかに切れ込んだ瞬間、デッカーは躓いて、フィールド内に転げ落ちた。
デッカーは左のでん部を怪我した為、レースを再開することが出来ず、倒れ込んだまま途中棄権。バッドはその直後、現地ロサンゼルスの観客から容赦ないブーイングを浴びせられてしまい、暫くの間はトップを守っていたものの、次第に走る気力を失っていった。結局バッドの五輪メダル獲得は成らず、7位入賞という結果に終わった（優勝はルーマニア代表のマリチカ・プイカ）。レース後、彼女はデッカーに謝りに行ったときに、「どうでもいいから」とあしらわれたという。
レース直後は、バッドに左足がデッカーを転ばせたシーンばかりが注目され、メディアから故意に足をかけたのではという中傷も受けた。しかし、その後の解析で、バッドがデッカーに近づきすぎていたため、数回足が接触したのちのアクシデントと今では考えられている。

## その後
バッドは、イギリスに残り、ヨーロッパでのレースに出場し、いくつかのレースで優勝をした。1985年は、ヨーロッパカップに3000ｍで優勝、5000ｍでは14分48秒07という世界新記録をマークした。また、クロスカントリーレースには強く、1985年、1986年と2年続けて世界クロスカントリー選手権に優勝した。いずれも2位以下を大きく引き離す圧勝であった。また、1985年には、3000ｍでメアリー・デッカーと2回同じレースで対決したが、いずれもデッカーの勝利であった。1986年のヨーロッパ選手権では1500ｍで8位、雨の中靴を履いてのぞんだ3000ｍでは4位に終わった。
バッドの得意な距離は5000ｍと思われたが、当時は今とは異なり3000ｍが選手権種目であったことから、主要レースでの実績は5km前後の距離で行う世界クロスカントリー選手権の2連覇にとどまっている。
1988年3月に引退を宣言して南アフリカに帰国し、しばらくの間、国際舞台から離れた。1989年に結婚、ゾーラ・ピータースとなる。彼女は、南アフリカ代表として1992年バルセロナオリンピックに3000mで出場するが、既に実力は全盛期を過ぎており、決勝に残ることはできなかった。しかし現在でも、ゾーラ・バッドの記録はジュニアとシニアのカテゴリーにおいて、多くの南アフリカ記録とイギリス記録として残っている。